# Kế hoạch bổ sung quân bị hải quân thứ hai

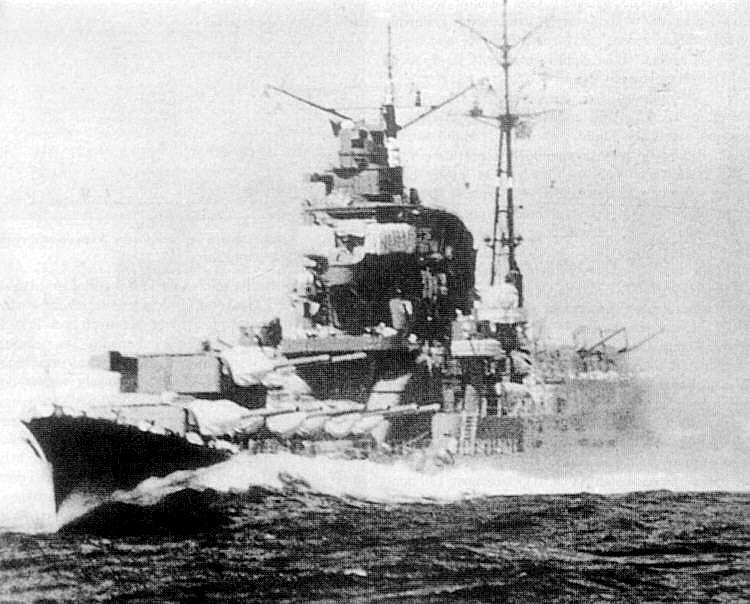
Tàu tuần dương trinh sát Tone một trong những tàu được chấp thuận cho "Kế hoạch Maru-2"

Kế hoạch bổ sung quân bị hải quân lần thứ hai (マル2計画, 第二次補充計画 (Maru 2 kế hoạch, Đệ nhị thứ hải quân quân bị bổ sung kế hoạch) Maru 2 Keikaku, Dai-Ni-Ji Hojū Keikaku) hay còn gọi là Kế hoạch "Vòng tròn hai" là kế hoạch thứ hai trong số bốn kế hoạch mở rộng của Hải quân Đế quốc Nhật Bản từ giữa năm 1930 và bắt đầu Thế chiến thứ hai.

## Hoàn cảnh
Hiệp ước Hải quân Luân Đôn đặt ra những hạn chế nghiêm trọng đối với sức mạnh của hải quân Nhật Bản so với Hải quân Hoa Kỳ và Hải quân Hoàng gia Anh về trọng tải và số lượng tàu chiến chủ lực. Phản ứng của Bộ Tổng tham mưu Hải quân Đế quốc Nhật Bản là khởi xướng một chương trình đóng tàu chiến mới theo giới hạn trọng tải được phân bổ trong từng phân mục bị hạn chế và đầu tư vào các loại tàu chiến và vũ khí không được đề cập cụ thể các điều khoản của hiệp ước.
Kế hoạch "Vòng tròn một" được Bộ Hải quân trình lên Nội các và được chấp thuận vào tháng 11 năm 1930. Nó đó được Quốc hội Nhật phê chuẩn vào năm 1931. Bản kế hoạch yêu cầu mục tiêu đóng 39 tàu chiến mới với tâm điểm là bốn tàu tuần dương lớp Mogami cùng lúc với việc mở rộng số Kōkūtai (Trung đoàn không quân) của Không lực Hải quân Đế quốc Nhật Bản lên 14 trung đoàn. 
Tuy nhiên, sự cố chìm tàu Tomozuru và sự cố Hạm đội 4 đã bộc lộ khuyết điểm nghiêm trọng trong nhiều thiết kế tàu của Hải quân Nhật với hai vần đề lớn là kĩ thuật đóng tàu kém và sự mất cân bằng do việc nhồi quá nhiều vũ khí lên một vỏ tàu quá nhẹ. Các sự cố trên buộc Hải quân phải trì hoãn việc trình lên bản kế hoạch mới nhằm khắc phục các lỗi này. Kết quả là Hải quân Nhật buộc phải bỏ ra phần lớn ngân sách của giai đoạn 1932-1933 chỉ để khắc phục các vấn đề của các thiết bị đã đưa vào biên chế.
Đến năm 1934, bản kế hoạch mở rộng thứ hai mới được trình lên Nội các và Quốc hội để phê duyệt. Bản kế hoạch chia ngân sách cho một kế hoạch bốn năm mà trong đó bao gồm việc đóng 48 tàu chiến mới và thành lập thêm tám trung đoàn không quân hải quân. Ngân sách bao gồm 431 680 800 Yên chi cho việc đóng tàu và 33 000 000 Yên đầu tư vào không quân Hải quân.

## Danh sách tàu
| Danh mục                                  | Lớp         | Số tàu theo kế hoạch | Hoàn thành                                                                                | Chuyển đổi                                                                                                   | Đã hủy              |
| ----------------------------------------- | ----------- | -------------------- | ----------------------------------------------------------------------------------------- | --- | ------------------- |
| Tàu tuần dương hạng nặng                  | Tone        | 2                    | Tone, Chikuma                                                                             | Được chuyển đổi thành tàu tuần dương hạng nặng.                                                              |                     |
| Tàu sân bay                               | Sōryū       | 2(1)                 | Sōryū                                                                                     | 1 tàu được chuyển đổi sang thiết kế Hiryū .                                                                  |                     |
| Tàu sân bay                               | Hiryū       | (1)                  | Hiryū                                                                                     | Chuyển từ tàu lớp Sōryū                                                                                      |                     |
| Tàu khu trục                              | Shiratsuyu  | 4                    | Umikaze, Yamakaze, Kawakaze, Suzukaze                                                     | |                     |
| Tàu khu trục                              | Asashio     | 10                   | Asashio, Ōshio, Michishio, Arashio, Yamagumo, Natsugumo, Asagumo, Minegumo, Arare, Kasumi | |                     |
| Tàu phóng lôi                             | Ōtori       | 16                   | Ōtori, Hiyodori, Hayabusa, Kasasagi, Kiji, Kari, Sagi, Hato                               | | 8 tàu đã bị hủy bỏ. |
| Tàu ngầm tuần dương                       | Junsen III  | 2                    | I-7, I-8                                                                                  | |                     |
| Tàu ngầm cỡ lớn                           | Kaidai IVb  | 2                    | I-74, I-75                                                                                | |                     |
| Tầu mẹ thủy phi cơ Mẫu-A (Lớp 10.000 tấn) | Chitose     | 2                    | Chitose, Chiyoda                                                                          | |                     |
| Tầu mẹ thủy phi cơ Mẫu-B (Lớp 9.000 tấn)  | Mizuho      | 1                    | Mizuho                                                                                    | |                     |
| Tàu săn tàu ngầm                          | Số 3        | 1                    | Số 3                                                                                      | |                     |
| Tàu săn tàu ngầm (Cỡ nhỏ: động cơ diesel) | Số 51       | 2                    | Số 51, Số 52                                                                              | |                     |
| Tàu săn tàu ngầm (Cỡ nhỏ: động cơ tuabin) | Số 53       | 1                    | Số 53                                                                                     | |                     |
| Tàu chở dầu hạm đội                       | Tsurugizaki | 2                    | Tsurugizaki, Takasaki                                                                     | Cả Tsurugizaki và Takasaki đều được chuyển thành tàu sân bay hạng nhẹ lớp Shōhō trước khi chiến tranh nổ ra. |                     |
| Tàu sửa chữa                              | Akashi      | 1                    | Akashi                                                                                    | |                     |